# Personalidade em animais
Em humanos, a personalidade é definida como a forma individual de cada pessoa em lidar com o ambiente, relacionada às emoções, ao comportamento, forma de pensar e experiências de vida. Para os animais, os pesquisadores procuram traços apresentados por eles que podem ser  classificados de maneira semelhante com os traços observados em humanos, observando principalmente sua maneira de agir, já que animais não se comunicam por meio de palavras faladas ou escritas. 
Outros termos com conceitos semelhantes à personalidade são usadas em trabalhos científicos, como temperamento e síndrome comportamental.
Há indícios de que ao menos alguns traços da personalidade sejam determinados geneticamente e herdáveis,mas também é influenciado pelo ambiente que crescem, desde filhotes até a fase adulta. Por exemplo, o modo como são criados, o ambiente em que vivem e o grupo social do qual fazem parte.
Um dos primeiros marcos importantes para o estudo da personalidade em animais foi a pesquisa de Pavlov, na qual ele identificou quatro tipos de personalidade baseados em diferenças do sistema nervoso dos animais. Durante o século XX, as pesquisas sobre personalidade animal ficaram mais escassas, porém, recentemente, o interesse de pesquisadores pelo tema tem aumentado em diversas áreas. Consequentemente, número de artigos publicados também vêm aumentando, contribuindo para tal área.
Em um artigo de 2003, Gosling estabeleceu critérios para se analisar a existência de traços de personalidade em animais: “(a) avaliações por observadores independentes devem concordar uns com os outros; (b) essas avaliações devem prever comportamentos e resultados do mundo real; (c) avaliações do observador devem ser mostradas para refletir os atributos genuínos dos indivíduos avaliados, não apenas as teorias implícitas dos observadores sobre como os traços de personalidade co-variam. Porém, antes da definição desses critérios, alguns estudos já demonstravam estabilidade temporal em traços comportamentais, podendo indicar a existência de personalidade em animais: artigos como por exemplo, Capitanio (1999) e Stevenson-Hinde et al (1980).
Codificações de comportamento eram antigamente muito usadas para classificar e analisar o comportamento animal, mas estudos mais recentes demonstraram que classificar as características (“rating”) seria um modo mais eficaz de classificação, pois detectam consistências no comportamento dos animais.
Com o tempo, mais estudos foram feitos com relação às personalidades em diferentes espécies, não apenas em animais domésticos e primatas, mas também em diversos tipos de mamíferos e até mesmo polvos. Assim, alguns pesquisadores também se interessaram em comparar características entre as diferentes espécies, não apenas entre indivíduos da mesma espécie, e identificaram que alguns traços de personalidade apareciam mais entre as espécies, e outros simplesmente eram menos comuns de serem presentes entre os diferentes animais.
A importância do estudo de personalidades também vem à tona quando Mehta & Gosling evidenciam e classificam os benefícios dessa área. Entre eles, a possibilidade de se controlar melhor o ambiente experimental de estudo, dificilmente feito em humanos; é possível realizar procedimentos mais invasivos; animais também podem ser observados por períodos de tempo mais longos, pois não haveria invasão de privacidade, direito básico de todo ser humano; acelerada longevidade animal, pois eles possuem gerações mais curtas, num geral.
Considerando-se a evolução dos estudos, métodos e análises feitas até os dias atuais, pode-se citar alguns métodos para classificar ou identificar a personalidade nas diferentes espécies animais.
Em animais, definir, identificar e caracterizar a personalidade é diferente do que se faz em humanos. Em humanos, muitas vezes, os testes podem ser feitos a partir de questionários, enquanto em animais, os testes são feitos a partir da análise de comportamentos. Para isso, os pesquisadores colocam os animais em uma série de situações diferentes e observam suas reações à situação. 
Alguns testes que podem ser feitos são: 
- Teste de novo objeto: coloca-se um objeto com o qual os animais nunca tiveram contato em um lugar ao qual os animais tenham acesso. A partir disso, as reações do animal podem ser observadas, por exemplo, os animais podem interagir mais com o objeto, ou podem evitá-lo. Com isso, as reações podem ser usadas na classificação da personalidade do animal, se são mais medrosos, ou tímidos ou são mais curiosos ou ousados[1].
- Teste de campo aberto: o animal é deixado sozinho em um ambiente desconhecido por um tempo curto. Observa-se se o animal apresentou mais comportamentos de medo ou agitação ou se apresentou comportamentos de calma e explorou o local[1].
- Paradigma residente-intruso: o residente é o animal que se está estudando, no local onde esse animal vive, é colocado outro animal da mesma espécie, mas que o residente não conheça. A reação do residente é então observado, por exemplo se agride o outro animal ou se apenas tenta reconhecê-lo. Isso pode ser informativo sobre a tendência à agressividade, que pode estar ou não relacionada à defesa de território[1].
- Teste de distância de fuga: uma pessoa, geralmente não conhecida pelo animal, aproxima-se dele. Assim, é possível observar o quanto o animal permite que a pessoa se aproxime antes de reagir e qual reação o animal apresente, por exemplo, se ele se aproxima ou se esquiva ou se tenta atacar. Essas reações podem ajudar a classificar o animal como dócil, amedrontado ou agressivo[1].
- Os animais também podem ser colocados em ambientes com comida, abrigo, brinquedos e outros indivíduos, assim, é possível analisar mais reações a mais de um tipo de situação. Esses animais são monitorados por longos períodos de tempo, observa-se quais comportamentos exibem, com relação aos objetos, ao espaço e aos outros indivíduos. Esse tipo de teste pode fornecer uma quantidade grande de informações comportamentais, que podem ser classificadas[7].

Vários traços de personalidade já foram identificados em diferentes espécies e alguns traços foram identificados em mais espécies que outros. Alguns dos traços encontrados de forma mais generalizada foram extroversão, amabilidade e neuroticismo.
Os traços de personalidade podem ser organizados com base no modelo humano Five Factor Model, ou Big Five, neuroticismo, afabilidade, extroversão, conscienciosidade e abertura para experiência, adicionando os traços de dominância e atividade. A partir da identificação dos traços, eles podem ser aplicados em algoritmos e, assim, usados para classificar cada personalidade única, em uma escala, assim como se faz para humanos.
| Five Factor Model       | Exemplos de facetas/traços (animais)                                                                       |
| ----------------------- | --- |
| Neuroticismo            | estabilidade emocional; medo; amedrontado; excitabilidade; agitação; reatividade audiovisual ou emocional  |
| Afabilidade             | afabilidade; hostilidade; afeto; sociabilidade relacionada ao humano; agressividade                        |
| Extroversão             | sociabilidade; afiliação; solitário; energia (Energy); reatividade; ousado; esquiva; vivacidade (Vivacity) |
| Conscienciosidade       | confiabilidade (Dependability); comportamento de realização de tarefas                                     |
| Abertura a experiências | curioso; brincalhão; treinabilidade; competência; habilidade de aprender e obedecer                        |
| Dimensões adicionais    | Exemplos de facetas/ traços                                                                                |
| Dominância              | Dominância; submissão; territorialidade; confiança (Confidence); assertividade (Assertiveness)             |
| Atividade               | Atividade (Activity)                                                                                       |

Adaptado de.
As reações fisiológicas e suas intensidades que ocorrem em resposta à situações que um organismo enfrenta podem contribuir para explicar as várias personalidade dos indivíduos. Animais ‘calmos’ terão respostas menos intensas, menos duradouras à uma situação de estresse, logo voltando ao seu estado ‘normal’.
A frequência cardíaca ou coletas de amostras de sangue para medir as concentrações de hormônios do estresse (por exemplo cortisol) podem ser modos de classificar a intensidade da resposta fisiológica. Para compreender o comportamento e personalidades animais, muitos estudos se focam principalmente nas respostas ao estresse. À nível fisiológico, essas respostas ocorrem por meio de sinalização neuroendócrina, podendo ser pelo eixo hipotálamo-hipófise-adrenal (HPA), via simpático-adrenomedular (SAM) do sistema nervoso autônomo, importante para regular vários aspectos do organismo, e hipotálamo-hipófise-gônada (HPG).
Cannon (1915) descreve respostas de luta ou fuga (comportamento agressivo ou amedrontado, respectivamente), que estariam relacionadas à liberação de adrenalina ou noradrenalina no sangue pela medula adrenal.
Koolhaas e colegas (1999) introduziram a ideia de “estilos de enfrentamento”: estratégia proativa, se o animal enfrenta a situação versus reativa, se o animal tenta fugir ou evitar. Depois disso, muitos estudos verificaram que em vertebrados proativos (mais agressivos e ousados), a resposta simpática do sistema nervoso autônomo e noradrenérgica e adrenérgica do sistema SAM aumentava frente ao estresse. Já animais que apresentavam estratégia reativa, tinham maior ativação parassimpática e do eixo HPA.

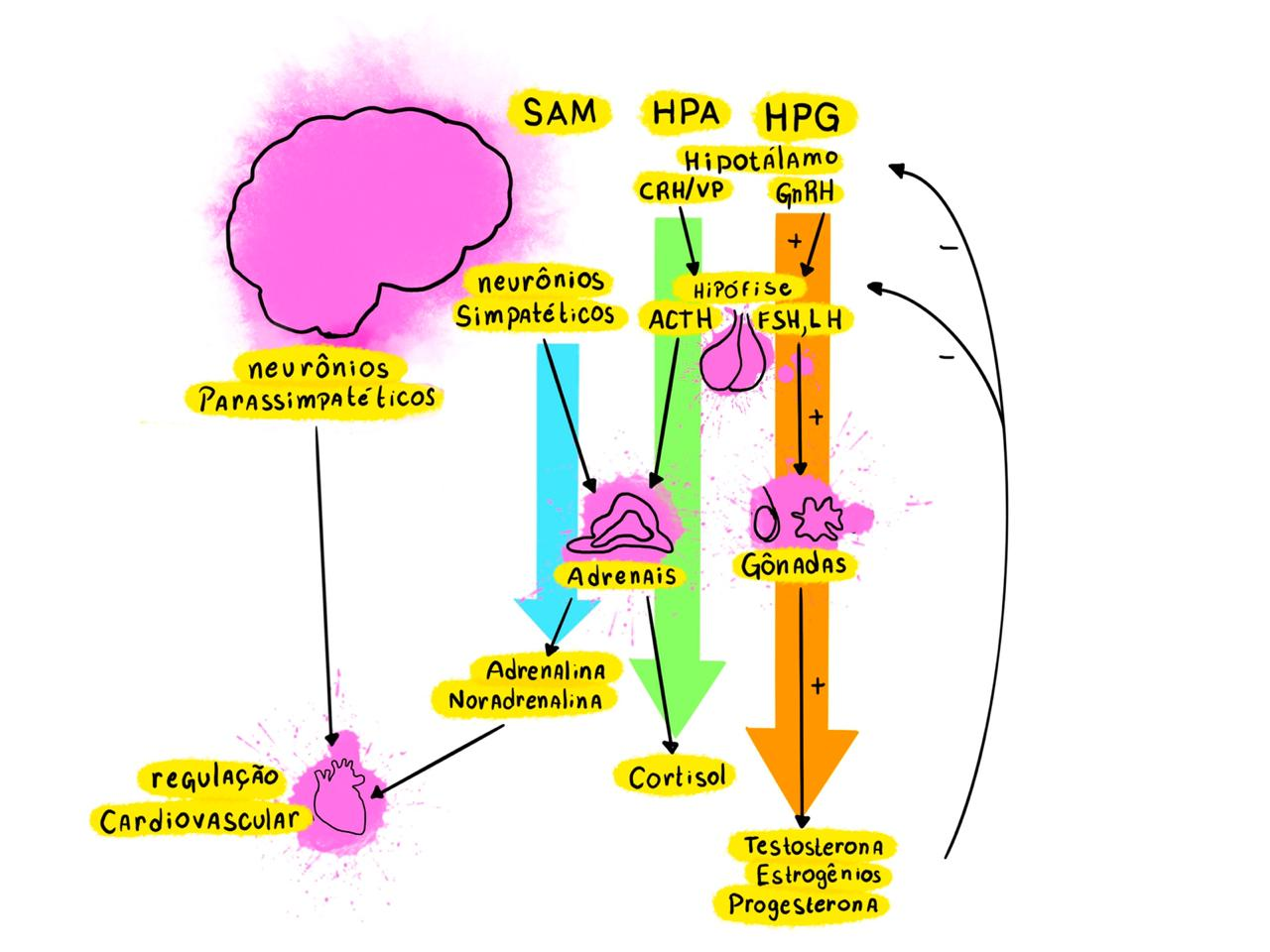
Eixos Hipotálamo-Hipófise-Adrenal, Hipotálamo-Hipófise-Gônada e via Simpático-Adrenomedular.

Em outro estudo feito por Cavigelli e McClintock em 2003, que analisou comportamento frente à novidade, classificaram ratos neofílicos, que tinham comportamentos de exploração sem tanta cautela, e neofóbicos e se locomoviam mais devagar e hesitavam em explorar. Quanto à fisiologia envolvida, provavelmente o comportamento poderia ser consequência da maior liberação de corticosterona no sangue de ratos neofóbicos, representando maior ativação do eixo HPA, e um fenótipo mais reativo.
Em porcos, os resultados foram similares, com maior ativação do sistema SAM em indivíduos mais proativos, e maior ativação do eixo HPA, em porcos mais reativos. Dominância e subordinação também foram relacionadas aos eixos SAM e HPA, respectivamente.
Em outro estudo, pássaros chopins foram divididos em “rápidos” e “lentos” dependendo da velocidade com que começavam a explorar um ambiente e se aproximar de um objeto novo. Os lentos, semelhantes aos porcos e ratos, possuiam um eixo HPA mais atuante, além de uma temperatura corporal maior.
Já em um estudo com macacos, os mais ansiosos apresentam níveis elevados de cortisol e do hormônio liberador de corticotrofina (CRH) que os menos ansiosos. Em macacos-prego, o alto cortisol se correlacionou negativamente com traços agressivos, confiante, curioso, e oportunista e correlacionado positivamente com apreensivo, temeroso, inseguro, submisso e tenso. Outros estudos com macacos rhesus tiveram como resultado que macacos com personalidades mais ou menos ansiosas tinham maior atividade frontal cortical extrema no cérebro direito ou esquerdo.
Além do SAM e HPA, outro eixo é relacionado à personalidade: eixo HPG, operando do hipotálamo para produzir GnRH (hormônio liberador de gonadotrofina), estimulando a hipófise a liberar gonadotrofinas, as quais estimulam produção de andrógenos e estrógenos tanto em fêmeas quanto em machos, em fêmeas produzem mais estrogênios e progesterona nos ovários e os machos produzem mais testosterona nos testículos.
Assim, animais com maior nível de testosterona sanguínea aparentam mais agressividade, motivação sexual, reatividade emocional.
As diferenças fisiológicas encontradas nos estudos relacionadas a certos tipos de comportamentos contribuem para compreender que provavelmente as reações ocorrendo em cada organismo e a anatomia destes têm um papel fundamental na personalidade individual.
Tantas características são passadas através das gerações, e uma delas pode ser a personalidade. Não necessariamente um animal agressivo terá descendentes iguais, mas o fator genético tem influência nas características comportamentais dos indivíduos.
Porém, não é a única característica que contribui para a personalidade do animal. Muitas pesquisas vêm sendo realizadas, e trazem como conclusões que os fatores ambientais em que os animais crescem, como são criados, seu grupo social, têm muito mais influência em sua personalidade que fatores genéticos.
A personalidade animal pode ser um fator muito importante para a conservação das espécies, isso porque a personalidade está diretamente relacionada ao comportamento, e a diversidade de comportamentos pode afetar a diversidade genética. O comportamento pode estar diretamente ligado à composição genética ou pode influenciar nos padrões demográficos da população. A diversidade genética e a comportamental é mantida por flutuações na pressão seletiva ou por diferentes pressões seletivas entre diferentes habitats, porém a ação antrópica pode modificar as pressões seletivas comprometendo a diversidade. Alguns exemplos de ações antrópicas que podem afetar a diversidade de personalidades são: perda, degradação e fragmentação de habitat, poluição, exploração excessiva de recursos, presença e ação humana.
Assim, a personalidade pode ser uma nova dimensão a ser explorada para a conservação da biodiversidade.
A melhor compreensão da personalidade e da diversidade de comportamentos também pode contribuir para aumentar o sucesso de projetos de reintrodução de fauna, isso porque, conhecer a diversidade comportamental  permitiria um melhor manejo de animais nascidos nesses projetos.
No caso de animais de cativeiro, conhecer a personalidade de cada animal e a maneira como reage a estímulos pode ser muito benéfico, para que se possa adequar o espaço em que vivem às suas necessidades, aumentando a qualidade de vida dos animais e de quem lida com esses animais.
No estudo de personalidade em animais não humanos existem algumas áreas em expansão, como o que a personalidade influencia na ecologia, mortalidade, extinção, seleção natural, evolução, comportamento, indústrias; e em grupos de animais com sistemas nervosos “menos desenvolvidos”, como os invertebrados.
Enquanto numerosos estudos destacam a variação comportamental em uma gama diversificada de espécies, uma compreensão do que impulsiona essa variação e como ela é mantida ainda é limitada. Além disso, aplicar o estudo das diferenças individuais a questões como o enfrentamento do estresse e resultados de saúde pode ser extremamente benéfico para o bem-estar animal.
Em referência à mortalidade, crescimento e comportamento: diferenças individuais consistentes em ousadia, reatividade, agressividade e outros "traços de personalidade" em animais são estáveis dentro dos indivíduos, mas variam entre os indivíduos, por razões que atualmente são obscuras. É suposto que diferenças individuais consistentes nas taxas de crescimento encorajam diferenças individuais consistentes nos padrões de comportamento que contribuem para compensações entre crescimento e mortalidade. Esta hipótese prevê que:
- os padrões de comportamento que aumentam as taxas de crescimento e mortalidade (por exemplo, forrageamento sob risco de predação, defesa agressiva de territórios de alimentação) serão positivamente correlacionados entre si entre os indivíduos;
- a seleção para altas taxas de crescimento aumentará os níveis médios de comportamento potencialmente arriscado através das populações, e dentro das populações, indivíduos de crescimento mais rápido correrão mais riscos em contextos de forrageamento do que indivíduos de crescimento mais lento.

O suporte empírico provisório para essas previsões sugere que uma perspectiva de crescimento-mortalidade pode ajudar a explicar algumas das diferenças individuais consistentes em traços comportamentais que foram relatados em peixes, anfíbios, répteis e outros animais com crescimento indeterminado.
Agora, com bem-estar-animal e indústria, podemos falar sobre como a divulgação e os estudos em si podem ajudar a melhorar a condição de animais criados em cativeiro para consumo, como porcos, vacas e galinhas. Quanto mais soubermos sobre como esses animais pensam e sentem, mais podemos fazer por eles. 
Falando sobre os invertebrados, eles, mesmo representando 98% de todas as espécies, são negligenciados na pesquisa de personalidade. A falta de dados limita as análises comparativas para desvendar a evolução da personalidade. As diversas histórias de vida dos invertebrados oferecem novos caminhos para essas pesquisas. A pesquisa sobre a variação da personalidade animal tem crescido nos últimos 20 anos, mas surpreendentemente poucos estudos investigaram personalidades em espécies de invertebrados. Essa falta de estudos pode ser devida a uma crença de que os invertebrados são apenas "minirobôs". Ultimamente, estudos destacando diferenças de personalidade em uma série de espécies de invertebrados desafiaram essa ideia. No entanto, o número de espécies de invertebrados investigados ainda contrasta fortemente com o esforço que tem sido feito no estudo dos vertebrados, que representam apenas um subfilo. A investigação de correlatos próximos, evolutivos e ecológicos da variação da personalidade em invertebrados pode ampliar nossa compreensão da variação da personalidade em geral. Tais estudos são muito necessários, porque invertebrados exibem uma variedade de aspectos em suas histórias de vida, comportamentos sociais e sexuais que são extremamente raros ou ausentes na maioria dos vertebrados estudados, mas que oferecem novos caminhos para a pesquisa de personalidade. Exemplos são metamorfose completa, emasculação masculina durante a cópula, reprodução assexuada, eussociabilidade e parasitismo. Estudos adicionais da personalidade de invertebrados podem permitir uma abordagem comparativa para desvendar como as forças seletivas do passado conduziram a evolução das diferenças de personalidade.
Até a década de 1990, a maioria dos psicólogos afirmava que o termo personalidade aplicava-se somente a humanos, mas, desde então, inúmeros estudos têm corroborado a noção de que animais não humanos não só possuem personalidades distintas como têm personalidades em dimensões similares ao Big Five nos humanos. Gosling e Oliver John (1999) conduziram uma metanálise de 19 estudos sobre 12 espécies não humanas. Eles encontraram evidências de traços de personalidade que podem ser categorizados nas mesmas dimensões da personalidade humana para, pelo menos, 14 espécies. Dominância-submissão é um traço que costuma ser visto e medido em animais não humanos, mas não se encaixa em qualquer uma das cinco grandes categorias.
Os primatas e outros mamíferos têm a tendência a compartilhar o maior número de traços de personalidade com os humanos. Por exemplo, os chimpanzés compartilham conosco uma dimensão de “conscienciosidade” diferenciada. Isso sugere que a conscienciosidade (envolve o controle dos impulsos e, portanto, requer regiões cerebrais altamente desenvolvidas capazes de controlar os impulsos) é o traço de personalidade evoluído de modo mais recente. 
Pássaros, como corvos, peixes e até polvos possuem traços de personalidade parecidos com os dos humanos. Por exemplo, em um estudo de um pássaro europeu, quando os pesquisadores colocaram um objeto estranho, como uma pilha, dentro da gaiola, alguns pássaros se mostraram muito curiosos e exploraram o novo objeto, enquanto outros se retraíram e o evitaram. Os pesquisadores definiram essas diferenças nos pássaros como “ousado” e “tímido”. Abordagem-ousadia e timidez-esquiva também são dimensões do temperamento humano.
Um estudo em filhotes de cobras Keelback (Tropidonophis mairii) foi feito medindo o tempo de emergência. As estimativas de repetibilidade dos tempos de emergência sugeriram que medem alguma dimensão subjacente da personalidade relacionada à ousadia. Filhotes maiores emergiram do abrigo mais cedo do que os pequenos. Dada a base ambiental de grande parte da variação no tamanho da prole, a associação tamanho-ousadia pode refletir uma capacidade facultativa de ajustar táticas comportamentais ao tamanho do corpo, bem como diferenças inatas nos traços de personalidade entre filhotes grandes e pequenos. A ligação entre tamanho e ousadia sugere que a vantagem de sobrevivência do tamanho maior da prole nesta população pode ser impulsionada pelo comportamento da cobra, bem como pela morfologia.
Existem também evidências de personalidade em uma anêmona do mar, Actinia equina, que é exemplo de um animal com um sistema nervoso simples. Foram encontrados níveis muito altos de repetibilidade entre os indivíduos que foram reidentificados nos mesmos locais ao longo de um período de amostragem de três semanas. Embora uma série de outras diferenças consistentes nas características do microhabitat possam ter contribuído para diferenças consistentes entre o comportamento dos indivíduos, dados sugerem a presença de personalidade animal em A. equina. Em vez de ser restrita a certos grupos, a personalidade pode ser uma característica geral dos animais e pode ser particularmente pronunciada em espécies com sistema nervoso simples.
Os traços de personalidade são soluções compartilhadas e encontradas em quase todos os animais, desde invertebrados, peixes, répteis, pássaros, mamíferos, etc. Quanto mais semelhante o gênero e a espécie, mais similar o sistema – e isso vale para a personalidade.